# Antoni Grubski

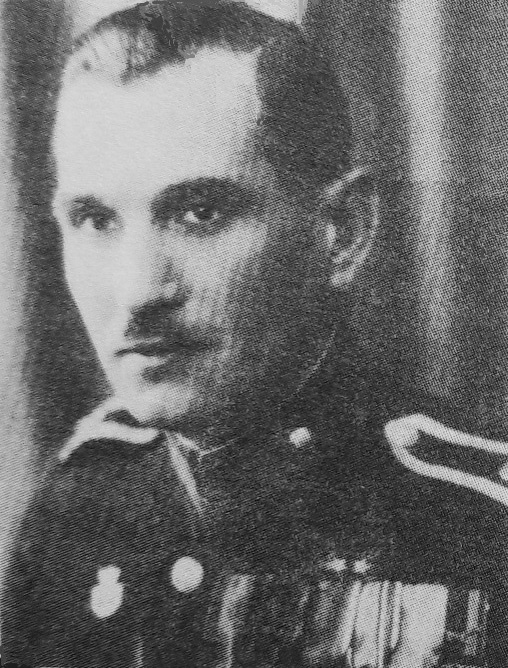
Antoni Grubski

Antoni Grubski, ps. „Piazda” (ur. 8 listopada 1896 w Dominikowicach, zm. 5 listopada 1974 w Poznaniu) – polski samouk i piekarz, przodownik Policji Państwowej i „policji granatowej” oraz plutonowy rezerwy Wojska Polskiego, działacz niepodległościowy, kawaler Orderu Virtuti Militari.

## Życiorys
Urodził się 8 listopada 1896 w Dominikowicach, w rodzinie Stanisława, robotnika, i Józefy z Pietrowskich. Był samoukiem, nie ukończył żadnej szkoły. W 1911 wyjechał do Tånga och Rögle w Szwecji, gdzie przez pierwszy rok pracował jako robotnik, a przez kolejny rok praktykował w kuźni. W grudniu 1913 wrócił do kraju i 1 stycznia następnego roku rozpoczął praktykę w zawodzie ślusarza. 15 września 1914, po wybuchu I wojny światowej, rozpoczął praktykę piekarską, a później uzyskał wymagane kwalifikacje w zawodzie piekarza.
Od 14 lutego 1917 działał w Polskiej Organizacji Wojskowej. 11 listopada 1918 uczestniczył w rozbrajaniu Niemców w zamku w Uniejowie. Od następnego dnia służył w Wojsku Polskim, w grupie Jabłonna. Na początku stycznia 1919 został wcielony do 4. kompanii I batalionu 1 pułku piechoty Legionów. Przeszedł cały szlak bojowy pułku podczas wojny polsko-bolszewickiej, awansując na plutonowego. Szczególnie odznaczył się 8 sierpnia 1920 podczas walk o Kołpytów, kiedy to trzykrotnie odparł nieprzyjaciela i dając przykład innym żołnierzom poprowadził ich do kontrataku. Również podczas bitwy pod Białymstokiem (22 sierpnia tr.), pomimo rany w rękę, poprowadził atak na stanowiska bolszewickiej kompanii pod majątkiem Wysokostoczek i pozostawał w linii aż do momentu utraty przytomności. Za te czyny rozkazem Dowództwa 2 Armii nr 1512/I z 1 września 1920 przyznano Order Virtuti Militari V klasy. W 1921 został przeniesiony do rezerwy.
Od 1 lutego 1922 w Policji Państwowej. Etatowym funkcjonariuszem Komendy Policji Państwowej Okręgu Łódzkiego mianowany 22 marca 1923. Początkowo pełnił służbę na komisariacie PP w Kaliszu, następnie na posterunkach w Stawiszynie (od 15 lipca 1922), Zbiersku (od 7 września 1931, najpierw jako pełniący obowiązki komendanta posterunku, a od 24 maja 1932 już jako komendant), Koźminku (od 1 czerwca 1933, jako komendant posterunku) i Brzezinach (od 22 września 1937, na stanowisku komendanta posterunku). 1 lipca 1928 awansowany na starszego posterunkowego, a 1 kwietnia 1933 – przodownika. 
Podczas kampanii wrześniowej ewakuował się (wraz z resztą kaliskich policjantów) z oddziałami wojskowymi na wschód kraju, a po ich rozwiązaniu powrócił do rodziny – do Stawiszyna. Aresztowany przez Niemców w styczniu 1940, wywieziony do Jarosławia i wcielony do Policji Polskiej. Jako policjant służył również na posterunkach w Czarnej i Kańczudze. Do Stawiszyna powrócił w kwietniu 1945, przejął wówczas po teściowej gospodarstwo rolne, na którym pracował do czerwca 1968. W sierpniu 1974 zamieszkał u syna w Poznaniu. Tam zmarł i spoczął na cmentarzu Jeżyckim (kwatera: J-33-4). 
Żonaty z Natalią z domu Dams, z którą miał dwóch synów: Waldemara Antoniego (ur. 1926) i Remigiusza Janusza (ur. 1928).

## Ordery i odznaczenia
- Krzyż Srebrny Orderu Wojskowego Virtuti Militari nr 3225 – 22 lutego 1921[15][16]
- Medal Niepodległości – 21 kwietnia 1937 „za pracę w dziele odzyskania niepodległości”[17][1][18]
- Brązowy Krzyż Zasługi – 12 czerwca 1937 „za gorliwą i owocną pracę”[19]
- Medal Pamiątkowy za Wojnę 1918–1921[20]
- Medal Dziesięciolecia Odzyskanej Niepodległości[20]
- Krzyż pamiątkowy „Za naszą i waszą wolność L B 1919”[20]
- Krzyż pamiątkowy „Wilno Wielkanoc 1919”[20]
- Odznaka za Rany i Kontuzje z dwiema gwiazdkami
- Państwowa Odznaka Sportowa II klasy[12]
- Odznaka Strzelecka III klasy[12]